# La Luz Rahelle
La Luz Rahelle är en ort i Mexiko.   Den ligger i kommunen Santiago Juxtlahuaca och delstaten Oaxaca, i den sydöstra delen av landet, 290 km söder om huvudstaden Mexico City. La Luz Rahelle ligger 819 meter över havet och antalet invånare är 464.
Terrängen runt La Luz Rahelle är varierad. La Luz Rahelle ligger nere i en dal. Runt La Luz Rahelle är det ganska glesbefolkat, med 31 invånare per kvadratkilometer. Närmaste större samhälle är Putla Villa de Guerrero, 6,3 km sydost om La Luz Rahelle. I omgivningarna runt La Luz Rahelle växer huvudsakligen savannskog.